# 2016-os ETRC francia nagydíj (Nogaro)
A 2016-os ETRC francia nagydíj volt a 2016-os kamion-Európa-bajnokság harmadik fordulója. 2016. június 11-én és 12-én rendezték meg a Circuit Paul Armagnac-on, Nogaro-ban.

## Időmérő - Szombat
| Poz. | #  | Versenyző             | Csapat                              | Autó          | Q1       | SP1      |
| ---- | -- | --------------------- | ----------------------------------- | ------------- | -------- | -------- |
| 1    | 1  | Kiss Norbert          | Tankpool 24 Racing                  | Mercedes-Benz | 1:53,857 | 1:53,329 |
| 2    | 55 | Adam Lacko            | Buggyra International Racing System | Freightliner  | 1:53,948 | 1:53,592 |
| 3    | 3  | Jochen Hahn           | Team Hahn Racing                    | MAN           | 1:54,199 | 1:53,660 |
| 4    | 77 | René Reinert          | Reinert Racing GmbH                 | MAN           | 1:54,497 | 1:54,030 |
| 5    | 44 | Stephanie Halm        | Reinert Racing GmbH                 | MAN           | 1:55,292 | 1:54,107 |
| 6    | 8  | Anthony Janiec        | Lion Truck Racing                   | MAN           | 1:54,840 | 1:54,827 |
| 7    | 86 | Jiří Forman           | Buggyra Internation Racing System   | Freightliner  | 1:55,928 | 1:55,781 |
| 8    | 10 | Ellen Lohr            | Truck Sport Lutz Bernau             | MAN           | 1:56,269 | 1:55,852 |
| 9    | 30 | Sascha Lenz           | SL Truck Racing Germany             | MAN           | 1:56,319 | 1:55,969 |
| 10   | 15 | Erwin Kleinnagelvoort | Erwin KleinNagelVoort               | Scania        | 1:58,107 | 1:58,297 |
| 11   | 11 | Eduardo Rodrigues     | Reboconorte, LDA                    | MAN           | 1:58,475 |          |
| KI   | 12 | František Vojtíšek    | Frankie Truck Racing Team           | MAN           |          |          |
| KI   | 24 | André Kursim          | Tankpool 24 Racing                  | Mercedes-Benz |          |          |

## Első verseny
| Poz. | #  | Versenyző             | Autó          | Idő/Kiesés oka | Pont |
| ---- | -- | --------------------- | ------------- | -------------- | ---- |
| 1    | 1  | Kiss Norbert          | Mercedes-Benz | 23:05,666      | 20   |
| 2    | 55 | Adam Lacko            | Freightliner  | +3,078         | 15   |
| 3    | 3  | Jochen Hahn           | MAN           | +3,937         | 12   |
| 4    | 8  | Anthony Janiec        | MAN           | +15,935        | 10   |
| 5    | 77 | René Reinert          | MAN           | +16,390        | 8    |
| 6    | 30 | Sascha Lenz           | MAN           | +22,423        | 6    |
| 7    | 10 | Ellen Lohr            | MAN           | +23,674        | 4    |
| 8    | 11 | Eduardo Rodrigues     | MAN           | +48,440        | 3    |
| 9    | 15 | Erwin Kleinnagelvoort | Scania        | +58,619        | 2    |
| 10   | 86 | Jiří Forman           | Freightliner  | +59,263        | 1    |
| 11   | 44 | Stephanie Halm        | MAN           | +2 kör         |      |

## Második verseny
| Poz. | #  | Versenyző             | Autó          | Idő/Kiesés oka | Pont |
| ---- | -- | --------------------- | ------------- | -------------- | ---- |
| 1    | 77 | René Reinert          | MAN           | 23:13,650      | 10   |
| 2    | 3  | Jochen Hahn           | MAN           | +0,710         | 9    |
| 3    | 55 | Adam Lacko            | Freightliner  | +12,157        | 8    |
| 4    | 10 | Ellen Lohr            | MAN           | +13,711        | 7    |
| 5    | 8  | Anthony Janiec        | MAN           | +15,054        | 6    |
| 6    | 1  | Kiss Norbert          | Mercedes-Benz | +15,607        | 5    |
| 7    | 44 | Stephanie Halm        | MAN           | +16,262        | 4    |
| 8    | 30 | Sascha Lenz           | MAN           | +23,615        | 3    |
| 9    | 86 | Jiří Forman           | Freightliner  | +31,311        | 2    |
| 10   | 15 | Erwin Kleinnagelvoort | Scania        | +44,008        | 1    |
| 11   | 11 | Eduardo Rodrigues     | MAN           | +44,909        |      |

## Időmérő - Vasárnap
| Poz. | #  | Versenyző             | Csapat                              | Autó          | Q1       | SP1       |
| ---- | -- | --------------------- | ----------------------------------- | ------------- | -------- | --------- |
| 1    | 55 | Adam Lacko            | Buggyra International Racing System | Freightliner  | 1:54,086 | 1:53,184  |
| 2    | 3  | Jochen Hahn           | Team Hahn Racing                    | MAN           | 1:54,134 | 1:53,326  |
| 3    | 77 | René Reinert          | Reinert Racing GmbH                 | MAN           | 1:54,562 | 1:53,370  |
| 4    | 44 | Stephanie Halm        | Reinert Racing GmbH                 | MAN           | 1:54,976 | 1:53,992  |
| 5    | 8  | Anthony Janiec        | Lion Truck Racing                   | MAN           | 1:54,515 | 1:54,287  |
| 6    | 10 | Ellen Lohr            | Truck Sport Lutz Bernau             | MAN           | 1:56,193 | 1:55,175  |
| 7    | 30 | Sascha Lenz           | SL Truck Racing Germany             | MAN           | 1:56,660 | 1:56,611  |
| 8    | 11 | Eduardo Rodrigues     | Reboconorte, LDA                    | MAN           | 1:56,754 | 1:56,763  |
| 9    | 86 | Jiří Forman           | Buggyra Internation Racing System   | Freightliner  | 1:57,117 | 1:56,865  |
| 10   | 1  | Kiss Norbert          | Tankpool 24 Racing                  | Mercedes-Benz | 1:54,301 | motorhiba |
| 11   | 15 | Erwin Kleinnagelvoort | Erwin KleinNagelVoort               | Scania        | 1:58,631 |           |

## Harmadik verseny
| Poz. | #  | Versenyző             | Autó         | Idő/Kiesés oka | Pont |
| ---- | -- | --------------------- | ------------ | -------------- | ---- |
| 1    | 3  | Jochen Hahn           | MAN          | 22:58,736      | 20   |
| 2    | 55 | Adam Lacko            | Freightliner | +0,583         | 15   |
| 3    | 77 | René Reinert          | MAN          | +7,571         | 12   |
| 4    | 44 | Stephanie Halm        | MAN          | +15,152        | 10   |
| 5    | 8  | Anthony Janiec        | MAN          | +19,001        | 8    |
| 6    | 10 | Ellen Lohr            | MAN          | +20,565        | 6    |
| 7    | 30 | Sascha Lenz           | MAN          | +26,932        | 4    |
| 8    | 11 | Eduardo Rodrigues     | MAN          | +40,359        | 3    |
| 9    | 86 | Jiří Forman           | Freightliner | +44,765        | 2    |
| 10   | 15 | Erwin Kleinnagelvoort | Scania       | +4 kör         | 1    |

## Negyedik verseny
| Poz. | #  | Versenyző             | Autó         | Idő/Kiesés oka | Pont |
| ---- | -- | --------------------- | ------------ | -------------- | ---- |
| 1    | 55 | Adam Lacko            | Freightliner | 23:13,377      | 10   |
| 2    | 3  | Jochen Hahn           | MAN          | +3,272         | 9    |
| 3    | 86 | Jiří Forman           | Freightliner | +24,402        | 8    |
| 4    | 15 | Erwin Kleinnagelvoort | Scania       | +33,763        | 7    |
| 5    | 8  | Anthony Janiec        | MAN          | +38,301        | 6    |
| 6    | 44 | Stephanie Halm        | MAN          | +38,652        | 5    |
| 7    | 30 | Sascha Lenz           | MAN          | +43,155        | 4    |
| 8    | 10 | Ellen Lohr            | MAN          | +51,787        | 3    |
| 9    | 11 | Eduardo Rodrigues     | MAN          | +1:05,362      | 2    |
| KI   | 77 | René Reinert          | MAN          | +11 kör        | 1    |

## Érdekességek
- A vasárnapi Super Pole elején Kiss Norbert versenykamionjának motorvezérlő elektronikai hibája miatt nem folytathatta az edzést, és a csapat döntése szerint a harmadik és negyedik versenyen sem indult a további sérülés elkerülése végett.[1][2]

## Külső hivatkozások
- Hivatalos nevezési lista
- Hivatalos eredmények - 1. verseny
- Hivatalos eredmények - 2. verseny
- Hivatalos eredmények - 3. verseny
- Hivatalos eredmények - 4. verseny